# ميلتون كينز
ميلتون كينز (بالإنجليزية: Milton Keynes)‏ مدينة مخططة في مقاطعة باكنغهامشير الإنجليزية، إلى شمال غرب لندن، على الطريق السريع رقم 1.

## التاريخ
برز دور حديقة بلتشلي حيث فك الإنجليز شفرة الألمان مستخدمين آلة إنيغما خلال الحرب العالمية الثانية.

## توأمة
لميلتون كينز اتفاقيات توأمة مع كل من:
- شفيرته
- ألمير
- هوايان (6 سبتمبر 2015 - )

## أعلام
- غريغ رذرفورد
- برايان وايت
- جورج وليامس
- نيفيل موت
- هيلاري ماسون
- جون فيغيروا
- مارك راندال
- أليكس ليون
- بن تشيلويل
- ديلي ألي